# ジョゼ・エルネスト・デ・ソウザ
ジョゼ・エルネスト・デ・ソウザ（José Ernesto de Sousa、1921年4月18日 リスボン - 1988年10月6日 リスボン）は、ポルトガルのシネクラブ運動の創始者であり、映画監督、写真家、著述家である。創造だけでなく、芸術の批評研究にその生涯をアクティヴに捧げた。

## 来歴・人物
1921年4月18日、リスボンに生まれる。1940年代、リスボン理科大学で物理化学を学び、アフリカ美術展を組織した。『Seara Nova』、『Vértice』、『Mundo Literário』、『Colóquio Artes』といった新聞雑誌に執筆を始める。同時代のシュルレアリストたちと交流し、新現実主義の芸術や文学の批評家・理論家としての活動を開始する。
1946年、ポルトガル初のシネクラブ、「Círculo de Cinema」を設立。1948年、デ・ソウザとほかのクラブ幹部を逮捕するために、シネクラブの本部がポルトガルの秘密警察PIDEに襲撃される。政治文化的な理由による初の事件であった。
1949年から1952年の間パリに留学し、シネマテーク・フランセーズとパリ大学ソルボンヌ、IDHECに通った。そこでシネクラブ・デュ・カルティエ・ラタンのメンバーとなり、アンドレ・バザン、フランソワ・トリュフォーと知り合う。マルリ＝ル＝ロワで、アラン・レネ、アニエス・ヴァルダ、ジャン・ミシェルとともに活動をした。
監督作『Dom Roberto』（1962年）は第15回カンヌ国際映画祭で審査員特別賞を受賞。
若いころから、芸術と写真の研究に没頭していた。オープンで論争的で先駆的な精神をもち、芸術的なフィールドでたくさんのことを主張し、研究した。視覚芸術、映画、演劇、ジャーナリズム、放送、批評、随筆。映画監督として、「ノヴォ・シネマ」の創始者のひとりとされ、パウロ・ローシャ監督の『青い年』（1963年）とともにその運動を開始した。デ・ソウザがもっとも打ち込んだ仕事、表現の中心は映画ではなく写真であった。
1988年10月6日、リスボンで死去。67歳没。

## フィルモグラフィ
- O Natal na Arte Portuguesa 1954年
- Dom Roberto 1962年
- Crianças Autistas 1969年

## 関連事項
- ポルトガルの映画